# Gueux, Marne
Gueux là một xã thuộc tỉnh Marne trong vùng Grand Est đông nam nước Pháp. Xã này nằm ở khu vực có độ cao trung bình 110 mét trên mực nước biển.